# Хакан Чалханоглу
Хакан Чалханоглу (на турски: Hakan Çalhanoğlu, произнася се Чалханоолу) е професионален футболист, който играе като полузащитник за клуба от Серия А Интер. Роден в Германия, той избира да представлява Турция, като по-късно става капитан на отбора.
Чалханоглу започва кариерата си в германския клуб от втора дивизия Карлсруе СК през 2010 г. и се премества в отбора на Хамбургер ШВ две години по-късно, като прекарва още един сезон в първия си клуб под наем. Представянето му в първия му сезон в Бундеслигата се увенчава с трансфер от €14,5 милиона в Байер Леверкузен през 2014 г. Той играе три сезона там, като отбелязва общо 28 гола в 115 официални изяви. През 2017 г. Чалханоглу подписва с Милан срещу първоначална сума от 20 милиона евро, преди да се присъедини към градския съперник Интер със свободен трансфер през лятото на 2021 г.
Чалханоглу представлява Турция на международно ниво, от ниво под 16 години нататък. Той прави своя дебют при старшата възраст през 2013 г. и е част от техния отбор на Европейското първенство на УЕФА през 2016, 2020 и 2024 г.

## Клубна кариера

### Карлсруе
Роден в Манхайм, Баден-Вюртемберг, Чалханоглу започва кариерата си с Карлсруе във Втора Бундеслига през февруари 2012 г., след като е повишен от отбора до 19 години, въпреки че те са прехвърлени в 3-та лига в края на първия му сезон. Той подписва четиригодишен договор, за да се присъедини към Хамбургер ШВ през летния трансферен прозорец на 2012 г., като е върнат под наем на Карлсруе за още един сезон. През този сезон под наем той помага на отбора да спечели третата дивизия и да се върне във второто ниво.

### Хамбургер
Чалханоглу прави своя дебют в Хамбург и Бундеслигата на 11 август 2013 г., като отборът открива сезона с равенство 3-3 като гост срещу Шалке 04. Той започва мача и е заменен от Денис Аого след 74 минути. Той отбелязва първите си голове за клуба на 31 август при домакинската победа с 4:0 над Айнтрахт Брауншвайг; след като заменя голмайстора Рафаел ван дер Ваарт в 79-ата минута, той вкарва минута по-късно и след това отново вкарва от пряк свободен удар.
На 5 февруари 2014 г. Чалханоглу подписва двегодишно удължаване на договора си с Хамбург, за да го задържи в клуба до 2018 г. На 20 февруари той вкарва свободен удар от 41 ярда срещу Борусия Дортмунд при победа с 3:0, което слага край на лошата серия на Хамбургер. Тъй като не вижда защитна стена или съотборници, които да премине, той нанася удар, който се отклонява, за да намери задната част на мрежата. Възхитен Чалханоглу казва след това: „Ударих свободния удар по същия начин, както правя на тренировка през цялото време. Радвам се, че го направих!" Той е изгонен за първи път в кариерата си на 22 март, за втория си жълт картон в 53-ата минута при поражението с 1:0 като гост на Щутгарт.
В единствения му пълен сезон в Хамбург отборът завършва на 16-то място и спечелва плейоф срещу Гройтер Фюрт с голове навън, за да запази честта си като единствения отбор, участвал във всеки сезон от висшия дивизион.

### Байер Леверкузен
Хамбургер първоначално не иска да продаде Чалханоглу на други немски отбори, но покупката им на Пиер-Мишел Ласога от Херта Берлин прави такова изключение вече финансово нежизнеспособно. На 4 юли 2014 г. той напуска Хамбург в посока съперника от лигата Байер Леверкузен, подписвайки петгодишен договор за трансферна сума от 14,5 милиона евро. Действията му, довели до трансфера, предизвикват някои противоречия, включително вземането на отпуск по болест от Хамбург; той оправдава напускането си с това, че е стресиран от агресията на феновете, включително и вандализъм на колата му. Той също така критикува директора на Хамбург Оливер Кройцер, обвинявайки го в предателство. Този ход по-късно е критикуван от Хюн Мин Сон, като отговор на Чалханоглу, наричайки трансфера на бившия си съотборник от Леверкузен в Тотнъм Хотспър ,,лош съвет".
Той дебютира за клуба на 19 юни, започвайки при победата с 3-2 като гост срещу Копенхаген в първия мач от плейофа за квалификациите на Шампионската лига на УЕФА. Четири дни по-късно той изиграва първия си мач в лигата за новия си клуб, победа с 2-0 срещу Борусия Дортмунд в деня на откриването на новия сезон. На 27 август той вкарва първия си гол за Леверкузен, отбелязвайки втория гол за своя отбор при победа с 4–0 в мача-реванш от европейския плейоф. Той вкарва първия си гол в лигата за клуба на 12 септември, втори за Леверкузен при домакинското равенство 3–3 срещу Вердер Бремен. Това е първият мач в състезание през този сезон, който те не спечелват. Чалханоглу е номиниран за наградата Golden Boy 2014 през октомври.
На 25 февруари 2015 г. той вкарва единствения гол, когато Леверкузен побеждава Атлетико Мадрид в първия мач от 1/8 финалите на Шампионската лига. Въпреки това, три седмици по-късно в реванша, той извършва първото изпълнение на дузпи, което е спасено от Ян Облак, като Атлетико продължава напред и печели. На 2 май, Чалханоглу отбелязва първия гол при домакинска победа с 2-0 над новоувенчания шампион на лигата Байерн Мюнхен от пряк свободен удар.
Той открива втория си сезон в клуба, като вкарва дузпа на 8 август при победа с 3-0 срещу четвъртодивизионния Спортфройнде Лоте в първия кръг на Купата на Германия. Две седмици по-късно, от пряк свободен удар, той отбелязва единствения гол за победата в лигата над Хановер 96. На 26 август той вкарва първия гол при победата с 3-0 над Лацио, когато Байер се завръща от дефицит в първия мач, за да се класира за груповата фаза на Шампионската лига. В първия им мач от груповата фаза, Чалханоглу вкарва два пъти — включително и дузпа, спечелена от игра с ръка от свободен удар — при 4-1 домакинско поражение на БАТЕ Борисов.
Той открива своята голова сметка за сезон 2016/17 на 14 септември при домакинското равенство 2-2 срещу ЦСКА Москва в мач от груповата фаза на Шампионската лига — 50-ият гол в старшата му клубна кариера.
На 2 февруари 2017 г. Чалханоглу получава четиримесечна забрана от ФИФА за нарушение на договора, свързано с времето му в Карлсруе. Той получава 100 000 евро от турския клуб Трабзонспор през 2011 г., след като се съгласява да подпише с клуба, но по-късно удължава договора си с Карлсруе. Трабзонспор първоначално иска връщане на платените 100 000 евро, както и компенсация от 1 милион евро, но ФИФА решава, че 100 000 евро и четиримесечна забрана са достатъчни.

### Милан
На 3 юли 2017 г. Чалханоглу подписва четиригодишен договор с клуба от Серия А Милан. Хонорарът е отчетен като първоначални 20 милиона евро, нараствайки до 24 милиона евро. Той получава престижната фланелка с номер 10 на клуба, която преди това е собственост на Джани Ривера, Рууд Гулит, Деян Савичевич, Звонимир Бобан, Руи Коста, Кларънс Зеедорф и Кейсуке Хонда.
Той прави своя дебют за росонерите месец по-късно в реванша от третия квалификационен кръг на Лига Европа, заменяйки Сусо за последните 25 минути при победа с 2-0 (общ резултат 3-0) над Университатя Крайова на Сан Сиро. Той отбелязва първия си гол за Милан при победата с 5-1 като гост срещу Аустрия Виена в груповата фаза на 14 септември, като също така прави две асистенции. В първенството, Чалханоглу прави своя дебют в лигата на 20 август, изигравайки пълните 90 минути при победа с 3:0 срещу Кротоне. Той е изгонен при домакинска загуба с 2-0 от Рома на 1 октомври, получавайки втори жълт картон за фаул срещу Раджа Наинголан. Чалханоглу вкарва първия си гол в лигата на 25 октомври при победата с 4-1 срещу Киево, превръщайки се в първия турчин, вкарал гол в Серия А след Емре Бельозоглу през 2003 г.

### Интер
На 22 юни 2021 г. Чалханоглу подписва тригодишен договор с клуба от Серия А Интер Милано, градския съперник на предишния му клуб, със свободен трансфер.
Чалханоглу вкарва и асистира за гол при дебюта си за Интер Милано, победа с 4:0 над Дженоа в деня на откриването на сезон 2021/22 в Серия А. Той отбелязва седем гола и прави дванадесет асистенции в лигата и отбеляза във финалната победа на Купата на Италия срещу Ювентус, но бившият му отбор Милан печели титлата в лигата. На 4 октомври 2022 г. той вкарва първия си гол в Шампионската лига с Интер при победата с 1:0 над Барселона.
На 14 март 2023 г. той е избран за Играч на мача в мача-реванш от осминафиналите на Шампионската лига като гост срещу Порто, който завършва с нулево равенство и класиране на четвъртфиналите за първи път от дванадесет години за Интер Милано, като те печелят с общ резултат 1–0.
На 5 юни 2023 г. той се съгласява да удължи договора си с Интер Милано за още 4 години, продължаващ до 2027 г.  На 4 ноември 2023 г. той вкарва десетата си поредна дузпа при победата с 2:1 като гост над Аталанта, като отбелязва по-малко дузпи от Ромелу Лукаку, който има 14; в допълнение, той успява да изравни рекорда на Шюкрю Гюлесин като най-добър турски голмайстор в Серия А с 36 гола. Той завършва сезон 2023/24 с личен рекорд, отбелязвайки 13 гола в Серия А.

## Международна кариера
Чалханоглу обяснява решението си да представлява Турция пред Mилиет, като заявява, че: ,,Благодарение на германците станах футболист. Но да играя за националния отбор на Турция е чест. Искам да бъда турският Месут Йозил."
Роден в Германия, Чалханоглу избира да играе за Турция, чрез произхода на семейството си от Трабзон. Той играе за страната на младежко международно ниво, включително Световното първенство по футбол U-20 през 2013 г. на родна земя. Турция достига до шестнайсетинафиналите преди елиминирането от Франция. Във втория си мач от групата на 28 юни, Чалханоглу вкарва изравнителния гол за Турция при победата с 2-1 над Австралия на стадион Хюсеин Авни Акер в града на неговите предци.
Той прави своя старши международен дебют на 6 септември 2013 г. в квалификация за Световната купа в Кайсери, заменяйки Гьокхан Торе за последните осем минути от победата с 5–0 срещу Андора в първия мач на Фатих Терим отново начело. Той прави първия си старт като титуляр на 25 май 2014 г. в приятелска победа с 2-1 срещу Република Ирландия на стадион Aвива в Дъблин, като е заменен от Oлджан Aдън след 61 минути.
Чалханоглу споделя хотелска стая със защитника на националния отбор Йомер Топрак през октомври 2013 г. след поражение от Холандия в квалификациите за Световното първенство, когато Гьокхан Тьоре и неизвестен въоръжен приятел влизат в стаята и заплашват двамата съквартиранти с оръжие, привидно заради бившата приятелка на Тьоре, която излиза с приятел на Топрак. Инцидентът е скрит от турските медии, но Чалханоглу го разкрива пред германския телевизионен канал ZDF. Тьоре се завръща в националния отбор едва през октомври 2014 г., когато и Чалханоглу, и Топрак са контузени. Следващия месец, когато и двамата играчи се връщат във форма, и двамата са оставени на скамейката от Терим за приятелски мач срещу Бразилия и квалификационен мач за Евро 2016 срещу Казахстан, докато Тьоре остава в състава. Чалханоглу поставя под съмнение липсата му в отбора, докато Терим защитава собственото си решение и казва, че Тьоре заслужава прошка. През юни 2015 г. Чалханоглу и Тьоре се помиряват.
На 31 март 2015 г. Чалханоглу вкарва първия си международен гол при победа с 2-1 в приятелски мач срещу Люксембург, удар от 30 ярда при три оставащи минути. Той вкарва още два гола при домакинска победа с 4–0 над България в приятелски мач на 8 юни, последният от свободен удар. Първият му гол в официален мач се случва на 10 октомври, след центриране, което осигурява победата с 2–0 като гост над Чехия в квалификационното събитие за УЕФА Eвро 2016.
Чалханоглу става първият турчин, който отбелязва гол срещу Англия, в 11-ия мач между двете нации, приятелски мач на стадион Сити ъв Манчестър на 22 май 2016 г. Той изравнява резултата при поражението с 2-1. На 22 март 2019 г. Чалханоглу вкарва втория гол при победата на Турция с 2:0 над Албания в откриващата им квалификация за Евро 2020. На 1 юни 2021 г. той е включен в турския отбор за отложеното УЕФА Eвро 2020. През март 2022 г. той става капитан на своя национален отбор след пенсионирането на Бурак Йълмаз.
На 7 юни 2024 г. той е повикан в състава от 26 човека за Евро 2024 на УЕФА, като става вторият турски играч, участвал в три европейски първенства, след Рюштю Речбер.

## Стил на игра
Чалханоглу е оприличаван на Месут Йозил, друг роден в Германия полузащитник с турски произход. Той изразява желание да бъде еквивалент на Йозил в националния отбор на Турция. Специалист по стандартите, той е известен с това, че отбелязва голове от свободни удари и моделира техниката си на стандартни удари на свободните удари на Кристиано Роналдо и особено на Хуниньо Пернамбукано. В допълнение към способността си да вкарва със сила и точност от преки свободни удари с десния си крак, той е известен и със способността си да огъва топката и изпълнението на стандартната част. През декември 2013 г. Talksport го нарича „плеймейкър, предназначен за върха“, възхвалявайки неговата отдаденост и способност за подаване. Бившият английски национал Оуен Харгрийвс казва по BT Sport през август 2015 г., че стилът на игра на Чалханоглу би паснал на Ливърпул или Тотнъм Хотспър.
Въпреки предимно положителния прием в късните му тийнейджърски години и началото на двадесетте години, през последните години обаче той си навлича и някои критики; темпото му е счетено за недостатъчно за крило, позиция, която той заема поради липсата на естествената си класическа роля на атакуващ халф „номер 10“ в предпочитаните формации на неговите отбори, особено Милан. Той също така е критикуван в медиите за липсата на физически качества и цялостната непоследователност на изпълненията му. Въпреки това, неговият дрибъл, техника, пасове (къси и дълги), пресичане и визия, както и неговото око за гол и поразителна способност от разстояние, са посочени като негови силни страни. Чалханоглу също е бил използван в по-дълбоки полузащитни позиции през цялата си кариера, включително в ролята на задържане, в която той обикновено работи като дълбоко разположен плеймейкър, като офанзивен централен полузащитник, известен като ролята на мецала в италианския футболен жаргон, или дори в по-офанзивни роли понякога, като втори нападател, например.

## Личен живот
Чалханоглу е роден в Манхайм, Германия, от турски родители, родом от Байбурт, Турция. Чалханоглу се жени за своята детска любов Синем Гюндоуду в Манхайм през 2017 г. Двойката има предполагаеми брачни проблеми, поради които Чалханоглу решава да подаде молба за развод, но през 2018 г. според съобщенията двойката се помирява. Двойката посреща дъщеря си Лия, родена в Манхайм, през март 2019 г. Те също имат две момчета, Аяз и Асил Джан (родени през ноември 2023 г.).
Мухамед, по-малкият брат на Хакан, също е професионален футболист. По-младият Чалханоглу също е формиран във Валдхоф Maнхайм и Kaрлсруе и продължава да играе в по-ниските дивизии на австрийския и турския футбол. По същия начин братовчед му Керим Чалханоглу също е футболист и също е играл за Валдхоф Манхайм.
През януари 2017 г. Чалханоглу публикува видео в Туитър в подкрепа на турския президент Реджеп Тайип Ердоган преди турския конституционен референдум през 2017 г. Говорителят на Байер Леверкузен Дирк Меш потвърждава, че клубът е обсъдил туита с Чалханоглу.
На 11 октомври 2019 г., след гола на Дженк Тосун при домакинската победа с 1:0 над Албания в квалификация за Евро 2020, Чалханоглу е един от турските играчи, които участват в празнуването на гол с „военен поздрав“. Същия ден той заявява откритата си подкрепа за турската офанзива в североизточна Сирия с публикация в Tуитър, която предизвиква критики от много италиански футболни фенове в социалните медии.
Той е привърженик на Галатасарай и в интервю изразява желанието си да играе там в бъдеще като част от кариерата си, тъй като прекарва детството си в мечтания да спечели трофеи с Галатасарай.

## Отличия
Карлсруе
- Трета Бундеслига (1): 2012/13

Интер
- Серия А (1): 2023/24[1]
- Копа Италия (2): 2021/22, 2022/23[2]
- Суперкопа Италиана (3): 2021, 2022[3], 2023[4]
- Финалист в Шампионска лига (1): 2022/23, 2024/25

Индивидуални
- Играч на сезона в Трета Бундеслига: 2012/13
- Футболист на годината в Турция: 2021
- Играч на месеца в Серия А: декември 2020, ноември 2021
- Отбор на годината в Серия А: 2022/23, 2023/24
- Отбор на сезона в Серия А: 2023/24
- Най-добър полузащитник в Серия А: 2023/24